# Nama corymbosa
Nama corymbosa là loài thực vật có hoa trong họ Mồ hôi. Loài này được (Elliott) Kuntze mô tả khoa học đầu tiên.